# L'autista
L'autista (Wheelman) è un film del 2017 scritto e diretto da Jeremy Rush con protagonista Frank Grillo.

## Trama
Un esperto conducente di fughe criminali chiamato L'autista si ritrova a dover sopravvivere dopo una rapina finita male, con un'auto piena di soldi e la sua famiglia in pericolo, sospettando che qualcuno l'abbia tradito e capisce che l'unica persona di cui può fidarsi è sua figlia.

## Produzione
Le riprese del film iniziano il 12 settembre 2016 a Boston e proseguono a Lawrence.

## Distribuzione
La pellicola è stata distribuita su Netflix a partire dal 20 ottobre 2017.